# Abd ar-Rahmân ibn `Awf
Abd ar-Rahmân ibn 'Awf (v. 580 - 654) (arabe : عَبْد ٱلرَّحْمَـٰن إِبْن عَوْف) est un Compagnon du prophète Mahomet. Il est l'un des dix Compagnons Promis au Paradis.

## Biographie
Il fut l'un des premiers qui se sont convertis à l'islam. Sa lignée se joint à celle du prophète au niveau de Kilab ibn Murah. Son nom complet est Abu Mohammed 'Abd ar-Rahmân ibn 'Awf. En réalité c'est le prophète qui le surnomma 'Abd ar-Rahmân qui veut dire serviteur du Miséricordieux, car auparavant il se nommait 'AbdalKa'aba c'est-à-dire serviteur de la Kaaba. 
Il avait laisse une descendance prolifique : vingt garçons et huit filles. Son arrière petit-fils Ibrahim ibn Sa'd (m. 799) est un muhadith (traditioniste). Il est enterré au cimetière de Al Baqi à Médine.

## Sa richesse matérielle
Ibn Sa`d rapporte, d'après Sulaymân ibn `Abd ar-Rahmane ad-Dimaschqi, d'après Khalid Ibn Yazîd Ibn Abi-Mâlik, d'après son père, d'après `Ata` Ibn Abi-Rabâh, d'après Ibrahim Ibn `Abd ar-Rahmane ibn `Awf, d'après son père, que le prophète lui dit:

« Ô fils de `Awf, tu es assurément riche et tu n'entreras en Paradis qu'en rampant! Prête donc à Allah. Il te déliera les pieds »

Ibn `Awf demanda :

« Que prêterai-je à Allah, ô Envoyé d'Allah? »

Le prophète répondit :

« Commence par ce que tu possèdes ce soir »

Ibn `Awf demanda :

« Ma fortune tout entière, ô Envoyé d'Allah? »

« Oui. » lui fut-il répondu. Il partit, bien décidé de le faire. Puis, le prophète lui envoya dire :

« L'ange Gabriel m'a dit: Ordonne à Ibn `Awf d'héberger l'hôte, de nourrir le pauvre, de donner à celui qui demande, et qu'il commence par ceux dont il a la charge ; s'il le fait il purifiera son avoir. »

Il laissa en héritage cinquante mille dinars pour la cause de Dieu, mille chameaux, trois mille moutons et cent chevaux. Il laissa également une quantité d'or importante.

## Son ascétisme et sa générosité
Az-Zuhrî a dit : « À l'époque du prophète `Abd ar-Rahmane ibn `Awf donna en aumône la moitié de ses biens. » Il aurait affranchi trente esclaves en une journée. Ibn Barquân a dit : « J'ai été informé que 'Abd ar-Rahmân Ibn 'Awf avait affranchi trente mille familles. » Sa'îd ibn Hussein a dit : « 'Abd ar-Rahmân Ibn 'Awf était si modeste que l'on ne le distinguait pas parmi ses esclaves. »